# Jeszcze wyżej!
Jeszcze wyżej! (ang. Safety Last!) – amerykański film niemy z 1923 roku.

## Treść
Głównym bohaterem jest Harold, pracujący jako sprzedawca w domu towarowym. Jego kierownik przeznaczył 1000 dolarów dla osoby, która zapewni dobrą reklamę sklepu i przyczyni się do wzrostu liczby klientów. Harold postanawia zorganizować występ dla potrafiącego się wspinać przyjaciela Billa. Na oczach zgromadzonej publiczności ma on wejść po ścianie dwunastopiętrowego budynku, w którym mieści się sklep. Takie wydarzenie powinno rozsławić dom towarowy. Niefortunny zbieg okoliczności sprawia, że Harold sam będzie musiał wykonać to zadanie i dotrzeć na szczyt wieżowca.

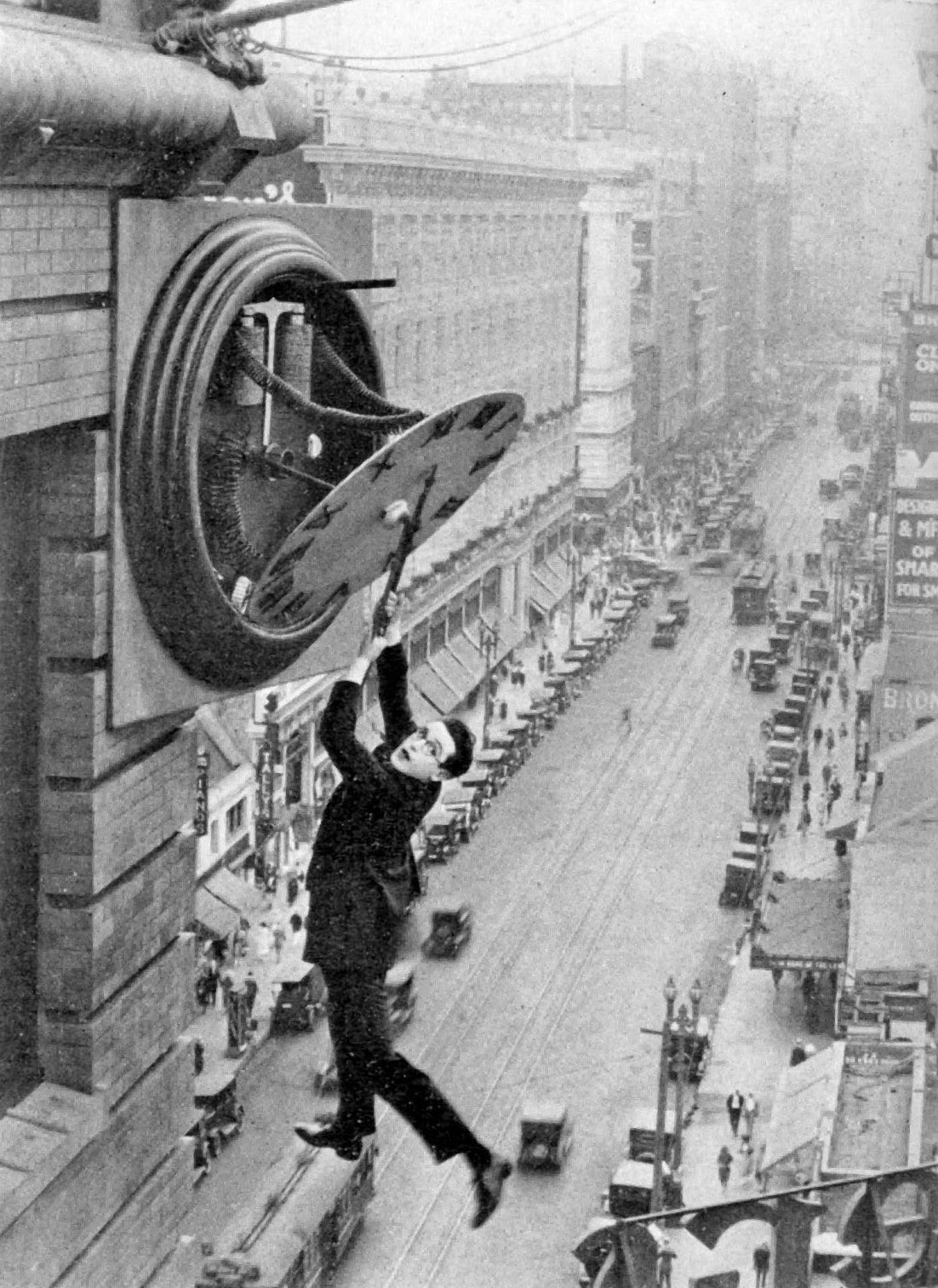
Harold Lloyd nad ulicami Los Angeles w kadrze z filmu.

## Główne role
- Harold Lloyd jako chłopak (Harold Lloyd)
- Mildred Davis jako dziewczyna (Mildred)
- Bill Strother jako kumpel (Bill)
- Noah Young jako policjant
- Westcott Clarke jako kierownik (Mr. Stubbs)
- Mickey Daniels jako gazeciarz
- Helen Gilmore jako klientka

## Wyróżnienia
- 1994: National Film Registry (lista filmów budujących dziedzictwo kulturalne USA utworzona przez National Film Preservation Board[1] i przechowywana w Bibliotece Kongresu Stanów Zjednoczonych[2][3])